# Gomorrha (Buch)
Gomorrha (Alternativtitel Gomorrha. Reise in das Reich der Camorra) ist ein Buch des italienischen Autors Roberto Saviano, das 2006 veröffentlicht wurde. Der Autor und Journalist Roberto Saviano stammt selbst aus Neapel und beschreibt darin die mafiösen Verwicklungen in seiner Heimatstadt. Der Begriff Gomorrha stammt aus der Bibel, von der Geschichte der Städte Sodom und Gomorrha, die vom biblischen Gott aufgrund ihrer Sündhaftigkeit vernichtet wurden.

## Titel
Der Titel des Buches stammt von Giuseppe Diana, einem Priester aus Casal di Principe, der im März 1994 von der Camorra ermordet wurde: „Es wird Zeit, dass wir aufhören ein Gomorrha zu sein.“

## Inhalt
Das Buch beschreibt die Machenschaften der süditalienischen Verbrecherorganisation Camorra. Diese Organisation hat ihr Betätigungsfeld rund um Neapel herum. Saviano beschreibt die Geschäfte der Organisation dokumentarisch. Dabei wird beschrieben, wie die Camorra im Drogenhandel, dem illegalen Verschieben von Giftmüll und dem illegalen Produzieren von Textilien mitverdient. Saviano beschreibt, dass die Camorra den Zementhandel fast vollständig kontrolliert und wie die Geschäftsbeziehungen bis nach Deutschland, Großbritannien oder in die Volksrepublik China reichen. Bei der Durchführung der illegalen Geschäfte werden etliche Menschen, Konkurrenten oder unliebsame Zeugen ermordet. Die Anzahl der Ermordeten geht jedes Jahr in die Hunderte. Neben Korruption und nackter physischer Gewalt ist das allgegenwärtige Schweigen (Omertà) Säule des Erfolgs der Camorra und ein gesellschaftliches Problem.

## Rezeption
Bis zum Januar 2009 wurden in Italien 2 Millionen Exemplare verkauft. Bis 2008 wurde das Buch weltweit 4 Millionen Mal verkauft. Gomorrha wurde in 51 Sprachen übersetzt. In Deutschland, den Niederlanden, Spanien, Frankreich, Schweden und Finnland befand es sich auf den Bestsellerlisten.
Die New York Times nannte das Buch eines der wichtigsten des Jahres 2007. Der Economist zählte es zu den 100 Büchern des Jahres. Gomorrha gewann zahlreiche Literaturpreise. Kritiker und Autoren wie Carlo Lucarelli und Valerio Evangelisti lobten das Werk als stilbildend. Es sei Teil bzw. Vorreiter einer neuen Stilrichtung, der „neuen italienischen Epik“.
Saviano wurde wegen dieses Buches mehrfach mit dem Tode bedroht. Die Regierung Berlusconi attackierte ihn mehrfach wegen seiner Autorenschaft.

## Verfilmungen
Gomorrha wurde 2008 vom Regisseur Matteo Garrone verfilmt und mehrfach ausgezeichnet. In Deutschland ist der Titel Gomorrha – Reise in das Reich der Camorra. Unter anderem war der Film als bester ausländischer Film für den Oscar nominiert.
Eine zweite Verfilmung des Buches entstand als Fernsehserie Gomorrha des Produzenten Matteo De Laurentiis. Die erste Staffel wurde 2014 ausgestrahlt. Zu den Regisseuren gehörte Francesca Comencini.

## Ausgaben
- Gomorrha. Reise in das Reich der Camorra/Roberto Saviano (Autor), Friederike Hausmann (Übersetzer), Rita Seuß (Übersetzer). ISBN 978-0-374-16527-7